# 蔡东士
蔡东士（1947年—），广东潮阳人，中共党员，中山大学中文系汉语言文学专业毕业。汉族，中华人民共和国记者、第十一届全国政协委员。
加入中国共产党，担任十一届全国政协港澳台侨委员会副主任、广东省政协副主席。2008年，当选第十一届全国政协委员，代表特别邀请人士，分入第五十七组。并担任港澳台侨委员会副主任。